# Notter Point
Der Notter Point (spanisch Cabo Notter) ist eine felsige Landspitze im Grahamland auf der Antarktischen Halbinsel. Auf der Nordostseite der Trinity-Halbinsel liegt sie 10 km nordöstlich des Kap Kjellman und markiert die westliche Begrenzung der Bone Bay. Zudem bildet sie das nördliche Ende der Beliza-Halbinsel.
Benannt ist sie nach Tomás Notter (oder Nother), einem englischstämmigen Kommandanten im argentinischen Unabhängigkeitskrieg (1810–1818), der am 21. März 1814 in einem Seegefecht gegen die spanische Kolonialmacht ums Leben kam.